# Sciara latipons
Sciara latipons är en tvåvingeart som beskrevs av Edwards 1928. Sciara latipons ingår i släktet Sciara och familjen sorgmyggor. Inga underarter finns listade i Catalogue of Life.